# کون‌هدیش
کون‌هِدیِش (به مجاری:  Kunhegyes) یک منطقهٔ مسکونی در مجارستان است که در ناحیه کون‌هدیش واقع شده‌است. کون‌هدیش ۱۴۸٫۹۴ کیلومتر مربع مساحت و ۸٬۶۰۱ نفر جمعیت دارد.